# Isla de Santo Estefano
Santo Estefano es una pequeña isla de Italia localizada en el mar Tirreno frente a la costa entre Lacio y Campania. Tiene una forma circular de menos de 500 metros de diámetro y una extensión de cerca de 27 hectáreas. Se encuentra a tan sólo dos kilómetros de la isla de Ventotene de la cual depende administrativamente.
La isla es de origen volcánico. El único edificio existente en la isla es una cárcel construida durante el periodo borbónico entre 1794 y 1795 por Fernando IV y usada hasta 1965. La mayoría de los detenidos más ilustres fueron opositores al régimen fascista en los años 20. Entre ellos se reccuerdan al ex presidente de Italia Sandro Pertini, Giorgio Amendola y Altiero Spinelli. 
En el interior de la cárcel, el director Tinto Brass rodó una película.
En la actualidad está deshabitada y es de propiedad privada.